# Lengji (köpinghuvudort i Kina, Hubei Sheng, lat 32,37, long 111,59)
Lengji (kinesiska: 冷集, 冷集镇) är en köpinghuvudort i Kina. Den ligger i provinsen Hubei, i den centrala delen av landet, omkring 320 kilometer nordväst om provinshuvudstaden Wuhan. Antalet invånare är 47 288. Befolkningen består av 23 722 kvinnor och 23 566 män. Barn under 15 år utgör 16,0 %, vuxna 15-64 år 73 %, och äldre över 65 år 10,0 %.
Runt Lengji är det ganska tätbefolkat, med 214 invånare per kvadratkilometer. Närmaste större samhälle är Laohekou, 7,3 km öster om Lengji. Trakten runt Lengji består till största delen av jordbruksmark.
Genomsnittlig årsnederbörd är 940 millimeter. Den regnigaste månaden är augusti, med i genomsnitt 169 mm nederbörd, och den torraste är januari, med 11 mm nederbörd.